# خاور (مجله)
خاور نام یکی از مطبوعات استان فارس در دوران قاجاریه است.
این مجله از سال ۱۳۳۸ هـ.ق به وسیله محمود عرفان در شیراز به چاپ رسیده است.